# Rhyothemis fenestrina
Rhyothemis fenestrina là một loài chuồn chuồn ngô thuộc họ Libellulidae. Nó được tìm thấy ở Angola, Botswana, Cộng hòa Congo, Cộng hòa Dân chủ Congo, Gabon, Ghana, Kenya, Liberia, Malawi, Namibia, Nigeria, Senegal, Sierra Leone, Tanzania, Uganda, Zambia, và có thể Burundi. Các môi trường sống tự nhiên của chúng là đầm lầy, hồ nước ngọt có nước theo mùa, đầm nước ngọt, và đầm nước ngọt có nước theo mùa.